# Denver, Iowa
Denver là một thành phố thuộc quận Bremer, tiểu bang Iowa, Hoa Kỳ. Năm 2010, dân số của thành phố này là 1780 người.

## Dân số
Dân số qua các năm:
- Năm 2000: 1627 người.
- Năm 2010: 1780 người.